# Куліков Денис Дмитрович
Денис Дмитрович Куліков (7.10.2001—14.03.2022) — старший солдат Збройних Сил України, учасник російсько-української війни, що загинув під час російського вторгнення в Україну.

## Життєпис
Народився 7 жовтня 2001 року.
Майже одразу після закінчення школи вступив до лав Збройних сил України: розпочав військову службу за контрактом в 72-ій окремій механізованій бригаді імені Чорних Запорожців. Учасник АТО на сходу України. Поряд із проходженням військової служби навчався у Тальнівському агротехнічному коледжі Уманського національного університету садівництва, мріяв здобути професію техніка-будівельника..
Загинув під час артилерійського обстрілу в районі с. Мощун на Київщині. 
Поховали Героя в с. Майданецьке (Звенигородський район на Черкащині.

## Нагороди
- орден «За мужність» III ступеня (5.04.2022) — за особисту мужність і самовіддані дії, виявлені у захисті державного суверенітету та територіальної цілісності України, вірність військовій присязі.[3]